# Русская дымка
«Русская дымка» — группа компаний, которая специализируется на производстве и продаже товаров для самогоноварения, копчения, консервирования, пивоварения и сыроделия. Имеет сеть розничных магазинов в России (224 магазина по данным на февраль 2023 года), интернет-магазин и собственное производство. Головной офис расположен в городе Кирове.

## История
Компанию основали Сандалов Сергей и Соколов Владимир в 2013 году. Первую партию самогонных аппаратов, которая составила всего 10 штук, предприниматели закупили у Челябинского производителя. Аппарат получил название «Крестьянка».
Для продажи использовали набравшие популярность в то время лэндинги — одностраничные сайты. Через них первую партию удалось реализовать всего за 1 месяц. Стало понятно, что дело пойдет, поэтому вторая закупка была уже на 50 аппаратов. Пиком в первый год стал апрель: тогда удалось реализовать 200 аппаратов.
Со временем ресурсов одностраничников перестало хватать, и тогда появилась потребность в развитии собственного бренда. 21 января 2015 года был зарегистрирован домен «русскаядымка.рф» и запущен полноценный интернет-магазин. В 2020 году сайт переехал на англоязычный домен rdshop.ru.
Весной 2015 года компания переехала в свой офис в г. Киров по адресу Торфяная 16, где открыла первый магазин-склад. Осенью этого же года был открыт первый магазин-склад «Русская дымка» в г. Москва по адресу Митинская 55.
В 2016 году был открыт YouTube-канал «Русская дымка» (кол-во подписчиков — более 100 тыс. по данным на 2023 г), ведущим которого стал Кислицын Владислав. Владислав является признанным экспертом в своей области — он не раз выступал на федеральном ТВ и давал интервью крупным изданиям на тему самогоноварения, копчения и консервирования.
16 марта 2017 года был выдан патент на полезную модель № 169413 — Дистиллятор колонного типа, который используется в самогонном аппарате WEIN. 3 мая 2017 года было выдано свидетельство на товарный знак № 615258 — WEIN.
С начала 2017 года компания развивает франшизу своего бренда. Первым франчайзи стал Виталий Ишматов. В марте 2017 года открыт первый магазин по франшизе в г. Киров по адресу Дзержинского 79 (ТЦ Форум), в июне 2017 г. открыт второй магазин по франшизе в г. Киров на Производственной 28 В (ТЦ Алтай), 26 августа 2017 г. открылся третий магазин по франшизе в г. Кирове. 1 сентября открылся второй магазин-склад в Москве на ул. 1-я Энтузиастов 22.
В 2019 году компания вышла на международный уровень, открыв свой первый розничный магазин в Чехии. 6 августа 2021 года открылся магазин в Казахстане. На сегодняшний день сеть насчитывает более 220 магазинов по всей России и зарубежью.

## Производство
«Русская дымка» имеет собственное производство — завод Hanhi. Площадь производственных цехов — более 14 000 м2, в штате числится 350 сотрудников. Для изготовления продукции используется 11 станков с ЧПУ, 70 сварочных постов, 15 станков механической и плазменной полировкой, 10 станков механической обработки.
Завод занимается серийным производством самогонных аппаратов, коптилен и мангалов, автоклавов и сыроварен. Сюда же можно отнести сопутствующие товары для самогоноварения. Ежемесячно завод выпускает более 29 000 единиц продукции.

## Франшиза
«Русская дымка» развивает свою франшизу с начала 2017 года и по состоянию на февраль 2023 года она насчитывает 224 магазина. Это крупнейшая сеть в России по продаже самогонных аппаратов согласно исследованию консалтинговой компании «Амико» от 30 июня 2022 года. Суммарный оборот сети составил 1,381 млрд рублей за 2022 год.

## Интернет-магазин
Крупный интернет-ресурс по продаже самогонного оборудования, коптилен, автоклавов, сыроварения, оборудования для виноделия и дополнительных аксессуаров. На сайте более 1000 позиций, годовой оборот — более 500 млн рублей.
Кроме товаров, на сайте есть сопроводительные материалы: журнал с полезными советами, рецептами, обзорами продукции и др; калькуляторы для самогонщика по расчетам объёмов, пропорций.

## Достижения компании
- Региональная выставка франшиз 2017 г. в Новосибирске 7 сентября[12].
- Международная выставка франшиз BUYBRAND 2017 г. с 27 по 29 сентября[13].
- «Русская дымка» на «Винокур Экспо» (2019)[14]
- Спонсор фестиваля крепких напитков в «Русской деревне»[15]
- Пивоварня Хмельница (бренд компании «Русская дымка») вошла в топ-3 лучших крафтовых пивоварен по версии издания Profibeer.[16]
- По мнению интернет-ресурса Expertcen.ru, Wein 6 PRO (бренд компании «Русская дымка») признан лучшим самогонным аппаратом в сегменте ректификационных колонн в 2022 году[17]
- Победа в фестивале напитков народного производства в г. Кирове. Номинация «Фруктовые напитки невыдержанные»[18].
- Содействие в открытии лаборатории бродильных устройств В Вятском государственном агротехнологическом университете. Предоставление оборудования — пивоварни «Хмельница»[19]